# Brandi Chastain
Brandi Denise Chastain (San José, Kalifornia, 1968. július 21. –) labdarúgó, tagja volt az amerikai női labdarúgó-válogatottnak 1991-től 2004-ig és a WUSA-ben szereplő San Jose CyberRaysnek (2001–2003). A legjobban az 1999-es női labdarúgó-világbajnokság döntőjében Kína ellen lőtt győztes büntetőjéről ismert és az utána való ünnepléséről.

## Pályafutása korai szakasza
San Jose-ban, a kaliforniai Archbishop Mitty High School-ban kezdte a pályafutását, ahol három bajnoki címhez segítette hozzá a csapatot. 1986-ban Chastain megkapta  Az év amerikai labdarúgó újonc díjat a University of California, Berkeley-ben. Röviddel utána mindkét térdénél műtétnek vetett alá magát, aminek a következménye az volt, hogy ki kellett hagynia az 1987-es szezon nagy részét és az 1988-as idényt. Átigazolt a Santa Clara University-be, ahol az NCAA négyes döntőjébe vezette a csapatot, mielőtt 1991-ben lediplomázott.
Chastain bemutatkozása a válogatottban 1991. április 18-án volt Mexikó ellen. Támadót játszott, és öt egymást követő gólt szerzett a 12-0-s Egyesült Államok, Mexikó elleni győzelmekor, az első női labdarúgó-világbajnokság 
CONCACAF selejtezőjében. Az USA megnyerte a kínai rendezésű tornát.
Az első világbajnokság után egy szezont játszott Japánban 1993-ban, megkapta a csapat MVP díját, és az egyetlen külföldi játékos lett, akit beválogattak a bajnokság álomcsapatába.
1996-ban debütált ismét az amerikai nemzeti csapatban hátvédként, és rész vett az 1996-os Atlantai Olimpiai Játékokon, hozzásegítve az amerikaiakat az aranyéremhez azáltal, hogy az összes találkozót végigjátszotta, annak ellenére, hogy a harmadik súlyos térdsérülését szenvedte el a Norvégia elleni elődöntőben. A 192 válogatott mérkőzésén 89-en védőként játszott, alkalmanként pedig középpályásként.

## Sportmelltartó részlet
1999. július 10-én a női labdarúgó-világbajnokságon Kaliforniában, Pasadenaban a Rose Bowlban miután belőtte az ötödik büntetőt, amivel az Egyesült Államok győzött Kína ellen a döntőben, Brandi úgy ünnepelte meg a gólját, hogy levette a mezét, és térdre esett, az öklét pedig összeszorította. Ez a kép a Time magazinnak, a Newsweeknek és a Sports Illustratednek is a címlapján szerepelt.
Chastain így jellemezte az esetet: „Pillanatnyi őrültség volt, nem több, nem kevesebb. Én nem gondoltam semmire. Azt képzeltem, ‘Ez a legnagyszerűbb pillanat az életemben a focipályán.’”

## Hivatásos pályafutása
Chastain a San Jose CyberRaysben játszott a Women's United Soccer Associationben a 2001-es alapításától a 2003-as megszűnéséig. Az Amerikai női labdarúgó-válogatottban 2004. december 6-án játszotta az utolsó mérkőzését.
Az ABC/ESPN bemondója a Major League Soccer közvetítéseknek.
Chastain honlapjának és a női sportversenyről szóló könyvének a címe It’s Not About the Bra (Ez nem a melltartóról szól).
Meztelenül pózolt stoplis cipőben és egy focilabdával a Gear férfimagazinban..

## Magánélete
Jelenleg Santa Claraban, Kaliforniában él a férjével, Jerry Smith-szel, aki a Santa Clara Egyetem edzője. A pár első gyermeke, Jaden Chastain Smith 2006. június 8-án született.

## Tények
- A sportmelltartó incidenst a Nike a reklámjában kiparodizálta 2000-ben, ahol csocsózott az NBA játékos Kevin Garnett-tel.[5] Miután gólt szerzett, Kevin és a barátai reménykedve néztek rá, amíg végül Brandi megkérdezte, "Mi az?", amire Kevin azt válaszolta, hogy "Mi van a pólóddal?"
- Chastain szerepelt a Mindent vagy semmit és a Nincs Kegyelem - A Leggyengébb Láncszem című vetélkedőben is, és megnyerte a versenyt, a nyereményt pedig jótékony célokra ajánlotta fel.